# Daryl Selby
Daryl Selby (* 3. November 1982 in Harlow, Essex) ist ein ehemaliger englischer Squashspieler.

## Karriere
Daryl Selby besuchte von 1994 bis 2001 die Brentwood School in Essex und begann direkt im Anschluss seine professionelle Karriere auf der PSA World Tour, auf der er 13 Titel gewann. Seine beste Platzierung in der Weltrangliste erreichte er mit Platz neun im April 2010. Die Platzierung wiederholte er nochmals im Oktober 2014.
2011 wurde er in Paderborn gemeinsam mit der englischen Nationalmannschaft hinter Ägypten Vizeweltmeister. Auch 2013 nahm er mit der Mannschaft an der Weltmeisterschaft teil. Dieses Mal bezwang die Mannschaft im Finale Ägypten mit 2:1 und wurde somit Weltmeister. Daryl Selby kam dabei in der Auftaktpartie zum Einsatz und gewann diese mit 3:0 gegen Tarek Momen. Auch 2017 und 2019 stand er jeweils im englischen WM-Kader, wo er beide Male, wie schon 2011, Vizeweltmeister hinter Ägypten wurde. Selby sicherte sich mit der Mannschaft acht Europameistertitel. Zwischen 2009 und 2014 gelangen ihm mit der Mannschaft sechs Titelgewinne in Folge, zwei weitere folgten 2016 und 2019.
Viermal wurde Selby in den englischen Kader bei den Commonwealth Games berufen. 2010 erreichte er im Einzel und Doppel jeweils das Viertelfinale. Vier Jahre darauf sicherte er sich mit James Willstrop im Doppel die Bronzemedaille, im Mixed schied er wiederum im Viertelfinale aus. Über das Viertelfinale kam er auch 2018 im Einzel nicht hinaus. Im Mixed verpasste er mit Alison Waters, mit der er 2017 in dieser Disziplin Vizeweltmeister wurde, nach Niederlagen im Halbfinale und im Spiel um Bronze knapp eine Medaille. An der Seite von Declan James gewann er im Doppel Silber. Im August 2022 erreichte er bei den Commonwealth Games in Birmingham im Doppel mit Adrian Waller das Finale, das sie gegen James Willstrop und Declan James in drei Sätzen verloren und sich damit die Silbermedaille sicherten. Nach den Spielen beendete er seine Karriere.
Daryl Selby ist verheiratet. Er und seine Frau haben zwei Söhne (* 2013, * 2015) und eine Tochter (* 2017). Trainiert wurde Selby von seinem Vater Paul. Seine Schwester Lauren und sein Bruder Elliot waren ebenfalls Squashspieler.

## Erfolge
- Weltmeister mit der Mannschaft: 2013
- Vizeweltmeister im Mixed: 2017 (mit Alison Waters)
- Europameister mit der Mannschaft: 8 Titel (2009–2014, 2016, 2019)
- Gewonnene PSA-Titel: 13
- Commonwealth Games: 2 × Silber (Doppel 2018 und 2022), 1 × Bronze (Doppel 2014)
- Britischer Meister: 2011